# ニオブ酸リチウム
ニオブ酸リチウム（ニオブさんリチウム、英: lithium niobate）は、ニオブとリチウムと酸素の化合物。化学式は LiNbO3。リチウムナイオベート、酸化ニオブリチウム (英: lithium niobe oxide) とも呼ばれる。
酸化リチウム Li2O と酸化ニオブ Nb2O5 を 1:1 の組成で組み合わせた複酸化物である。三方晶系イルメナイト類似構造をとる。熱的、化学的に安定な結晶である。単結晶は非線形光学材料としてレーザー素子などに利用されたり、あるいは圧電体として圧電素子、表面弾性波素子等に利用される。商業用の技術情報として、大量の情報が入手可能となっている。

## 物性
- 無臭。
- 常温で固体であり、融点約 1255 ℃。キュリー点約 1200 ℃。
- 比重は約 4.64。
- 圧電性、焦電性、非線形光学効果を持つ。

## 用途
ニオブ酸リチウムは、携帯電話や光変調器など、通信市場で広く使用されています。 電気機械結合が大きいため、表面弾性波（SAW）デバイスに最適な材料です。 用途によっては、タンタル酸リチウム（LiTaO 3）に置き換えることができます。 その他の用途としては、レーザー周波数逓倍、非線形光学、ポッケルスセル、光パラメトリック発振器、レーザー用Qスイッチデバイス、その他の音響光学デバイス、ギガヘルツ周波数光スイッチなどがあります。ニオブ酸リチウムは光導波路の製造に最適な材料です。また、光空間ローパス（アンチエイリアシング）フィルターの製造にも使用されます。また、電荷を発生させることで温度変化を検出する焦電型赤外線（IR）検出器にも使用されます。
ここ数年、ニオブ酸リチウムは静電ピンセットの一種として有用であることが示されており、この効果は光励起を必要とすることから光電ピンセットとして知られています。 ピンセット作用は照射領域に限定されるため、この効果によりミクロンサイズの粒子を非常に柔軟かつ微細に操作することが可能になります。この効果は、照射中に照射点内に発生する非常に高い電界（1～100 kV/cm）に基づいています。これらの強い電界は、生体に様々な影響を与えることができるため、生物物理学やバイオテクノロジーにも応用されています。 例えば、可視光励起された鉄ドープニオブ酸リチウムは、腫瘍細胞培養において細胞死を誘導できることが実証されています。